# Eberardingi
Gli Eberardingi (in tedesco Eberhardinger) furono una stirpe nobile sveva menzionata per la prima volta nell'889 con il conte Eberardo I nello Zürichgau. Egli potrebbe essere identificato con quell'Eberardo, forse appartenente agli Eticonidi, che servì diversi sovrani carolingi.
I rapporti all'interno della famiglia sono stati solo parzialmente chiariti; è chiaro però che i membri della famiglia furono ripetutamente conti dello Zürichgau e della Turgovia, oltre che Vögte del monastero di Einsiedeln.
Nel 1050 gli Eberardingi possedevano il Nellenburg di recente costruzione, grazie al quale la famiglia si chiamò conti di Nellenburg dal 1096. Già tre generazioni dopo, però, la linea maschile degli Eberardingi si estinse, per cui il langraviato di Nellenburg passò ai conti di Veringen.
Gli Eberardingi più importanti furono:
- Eberardo I (attestato nell'889), conte di Zurichgau;
- Regelinda († 958), moglie dei duchi di Svevia Burcardo II (Burcardingi) ed Ermanno I (Corradinidi);
- Eberardo I il Beato († 1076/79), fondatore della Nellenburg, parente di papa Leone IX;
- Udo/Uto (⚔ 1078), suo figlio, nel 1066 arcivescovo di Treviri;
- Burcardo III († probabilmente 1106), suo fratello, primo conte di Nellenburg.